# Seana Kofoed
Seana Kofoed (Wilmette, 13 agosto 1970) è un'attrice statunitense.

## Filmografia parziale

### Cinema
- Scambio a sorpresa - Life of Crime (Life of Crime), regia di Daniel Schechter (2013)

### Televisione
- The Audrey Hepburn Story – film TV (2000)
- Windy Acres – serie TV, 7 episodi (2004)
- Men in Trees - Segnali d'amore (Men in Trees) – serie TV, 23 episodi (2006-2008)
- Donna's Revenge – serie TV, 8 episodi (2010)
- Mad – serie animata, un episodio (2011)
- Electric City – serie TV, 10 episodi (2012)
- Febbre d'amore (The Young and the Restless) – serie TV, 3 episodi (2014)
- NCIS - Unità anticrimine (NCIS) – serie TV, episodio 13x05 (2015)
- Borderline Talent – serie TV, 6 episodi (2018)
- American Princess – serie TV, 10 episodi (2019)
- Claws – serie TV, 5 episodi (2019-2022)
- NCIS: Hawai'i – serie TV, 29 episodi (2021-2024)

## Doppiatrici italiane
Nelle versioni in italiano delle opere in cui ha recitato, Seana Kofoed è stata doppiata da:
- Anna Cugini in NCIS - Unità anticrimine, 9-1-1: Lone Star
- Stefanella Marrama in Men in Trees - Segnali d'amore
- Chiara Salerno in Major Crimes
- Alessandra Cassioli in Flaked
- Micaela Incitti in Stumptown
- Georgia Lepore in All Rise
- Michela Alborghetti in NCIS: Hawai'i